# Kościół Wniebowzięcia Najświętszej Maryi Panny w Dulczy Małej
Kościół Wniebowzięcia Najświętszej Maryi Panny w Dulczy Małej – rzymskokatolicki kościół parafialny zlokalizowany we wsi Dulcza Mała w powiecie mieleckim (województwo podkarpackie). Funkcjonuje przy nim parafia Wniebowzięcia Najświętszej Maryi Panny.

## Historia
Do początku lat 80. XX wieku mieszkańcy wsi należeli do parafii w Radomyślu Wielkim. Potem w Dulczy powstała kaplica katechetyczna na parceli podarowanej przez Alfreda Laska. Autorami projektu byli tarnowscy architekci: Józef Argasiński i Olgierd Wójcik. Projekt konstrukcyjno-roboczy wykonał Radomir Sąsiadek z Krakowa. Kamień węgielny poświęcił biskup Józef Gucwa 14 lipca 1985. Budowa trwała w latach 1984-1994. Parafię we wsi erygowano 3 maja 1989 (arcybiskup Jerzy Ablewicz). Pierwszym proboszczem był ksiądz Stanisław Posłuszny. Równocześnie z budową świątyni realizowano dzwonnicę i wytyczano cmentarz na działce przekazanej przez Janinę Siębab. W 1991 przybyły dzwony z odlewni Felczyńskich w Przemyślu (największy, środkowy to „Maria Wniebowzięta” z fundacji Anieli i Franciszka Skrzyniarzy z Kanady, dwa mniejsze, czyli „Św. Józef” i „Św. Jan Chrzciciel” ufundowali parafianie). W 2004 odsłonięto tablicę pamiątkową ku czci księdza Kazimierza Zająca, żołnierza Armii Krajowej, więźnia niemieckich obozów koncentracyjnych i duszpasterza Solidarności.